# 横浜トリエンナーレ

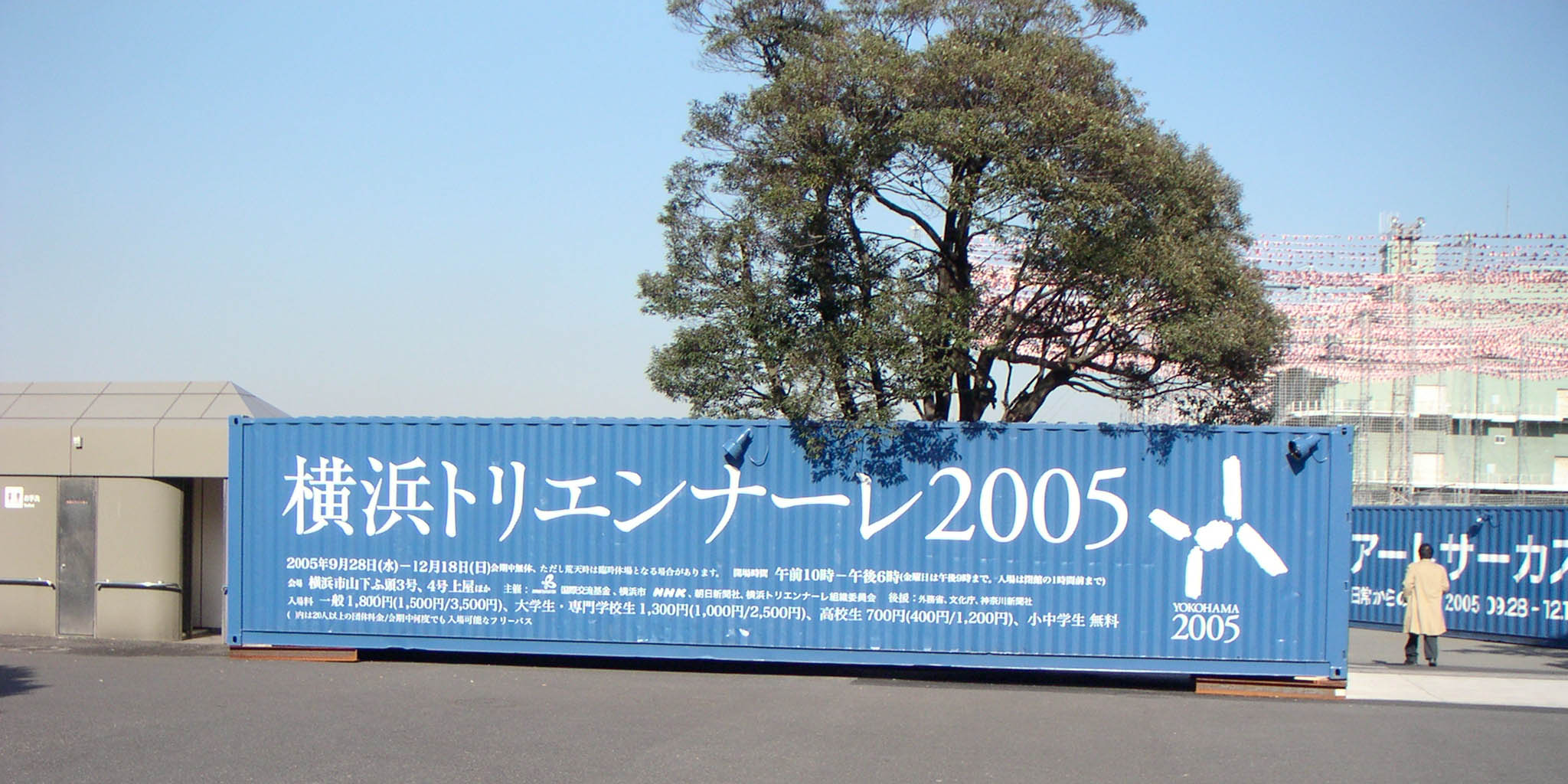
2005年展 入場ゲート

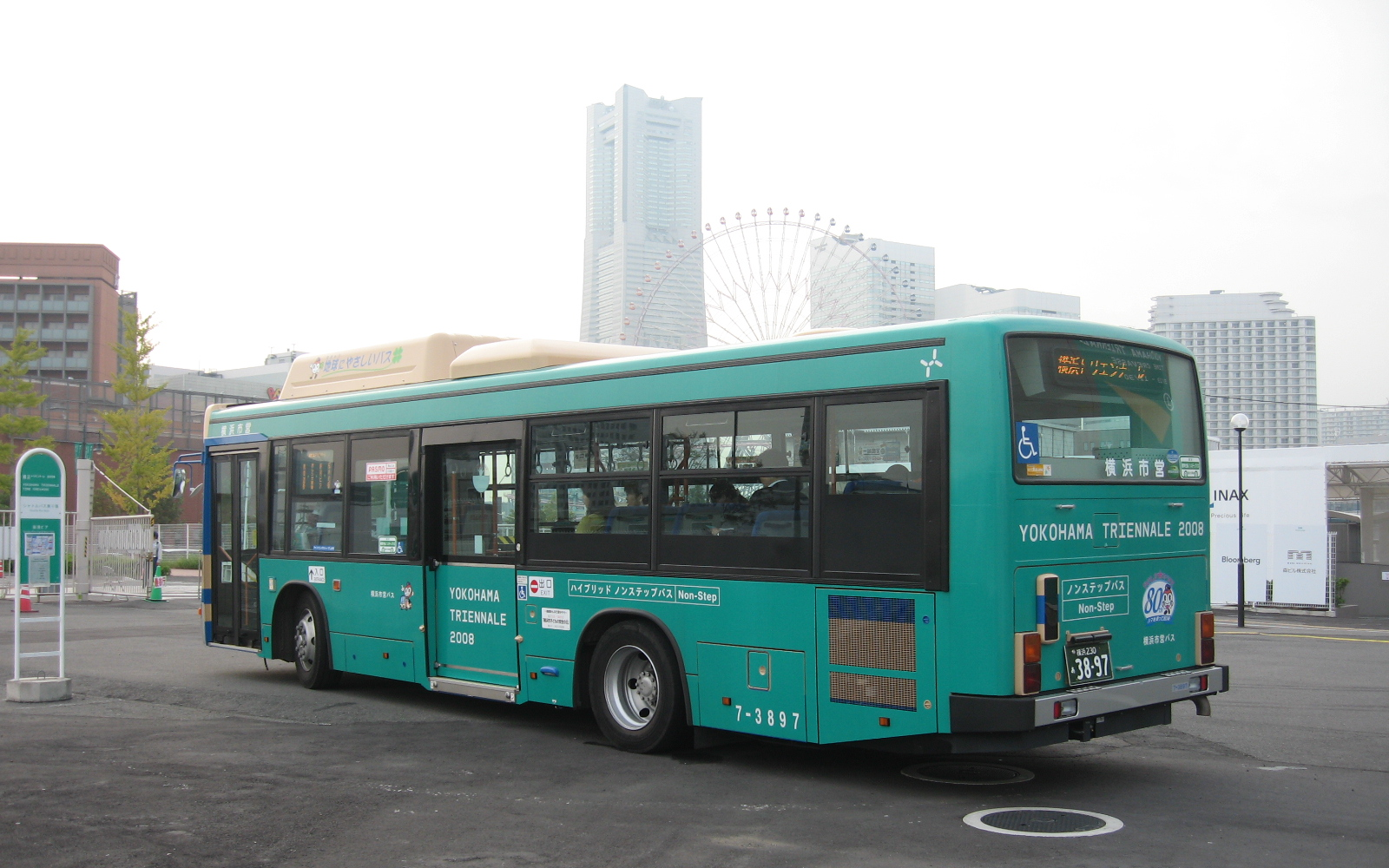
2008年展 会場シャトルバス

横浜トリエンナーレ（よこはまトリエンナーレ、英語: Yokohama Triennale）は、横浜市で3年おきに開催される現代アートの国際展覧会。
1999年に横浜トリエンナーレ組織委員会（国際交流基金、横浜市、日本放送協会 (NHK) 、朝日新聞社）が設立、2001年に第1回目の展覧会が開催された。
トリエンナーレとは3年に1度開催される美術展であるが、第2回展は資金や会場などの都合で2004年に開催できず、翌2005年に開催した。その後、第3回展（2008年）以降は最新の第7回展（2020年）まで3年おきに開催されている。
2011年の第4回展より2020年の第7回展まで「ヨコハマトリエンナーレ20XX」とヨコハマが片仮名表記されていたが、2023年12月の当初開幕予定から延期された2024年の第8回展では「第8回横浜トリエンナーレ」と横浜が漢字表記に戻ったほか、西暦表記もなくなった。

## 開催概要
※人物の所属・肩書は開催当時のものを表記している。

### 横浜トリエンナーレ2001
- 全体テーマ: 「メガ・ウェイブ - 新たな総合に向けて」
- 会期: 2001年9月2日 - 11月11日（うち休場日4日）
- 主要会場:
  - パシフィコ横浜展示ホールC・D
  - 横浜赤レンガ倉庫1号館
  - 横浜開港資料館旧館
  - クイーンズスクエア横浜
- アーティスティック・ディレクター:
  - 河本信治（京都国立近代美術館 主任研究官）
  - 建畠晢（多摩美術大学 教授 (現・京都市立芸術大学学長)）
  - 中村信夫（現代美術センター・CCA北九州 ディレクター）
  - 南條史生（キュレーター ）
- 会場空間構成: 岡部憲明（岡部憲明アーキテクチャーネットワーク 代表）
- 参加アーティスト: 約100人
- 入場者数: 35万人
- 主催: 国際交流基金、横浜市、NHK、朝日新聞社、横浜トリエンナーレ組織委員会
- 後援: 外務省、文化庁、神奈川新聞社

### 横浜トリエンナーレ2005
- 全体テーマ: 「アートサーカス（日常からの跳躍）」
- 会期: 2005年9月28日 - 12月18日
- 主要会場: 山下ふ頭横浜市営3号・4号上屋
- 総合ディレクター: 川俣正（美術家）
- キュレーター:
  - 天野太郎（横浜美術館 学芸課長補佐）
  - 芹沢高志（P3 art and environment ディレクター）
  - 山野真悟（ミュージアム・シティ・プロジェクト 運営委員長）
- 参加アーティスト: 71プロジェクト
- 入場者数: 18万9,568人（当初目標20万人、最終目標15万人）
- 主催: 国際交流基金、横浜市、NHK、朝日新聞社、横浜トリエンナーレ組織委員会
- 後援: 外務省、文化庁、神奈川新聞社

### 横浜トリエンナーレ2008

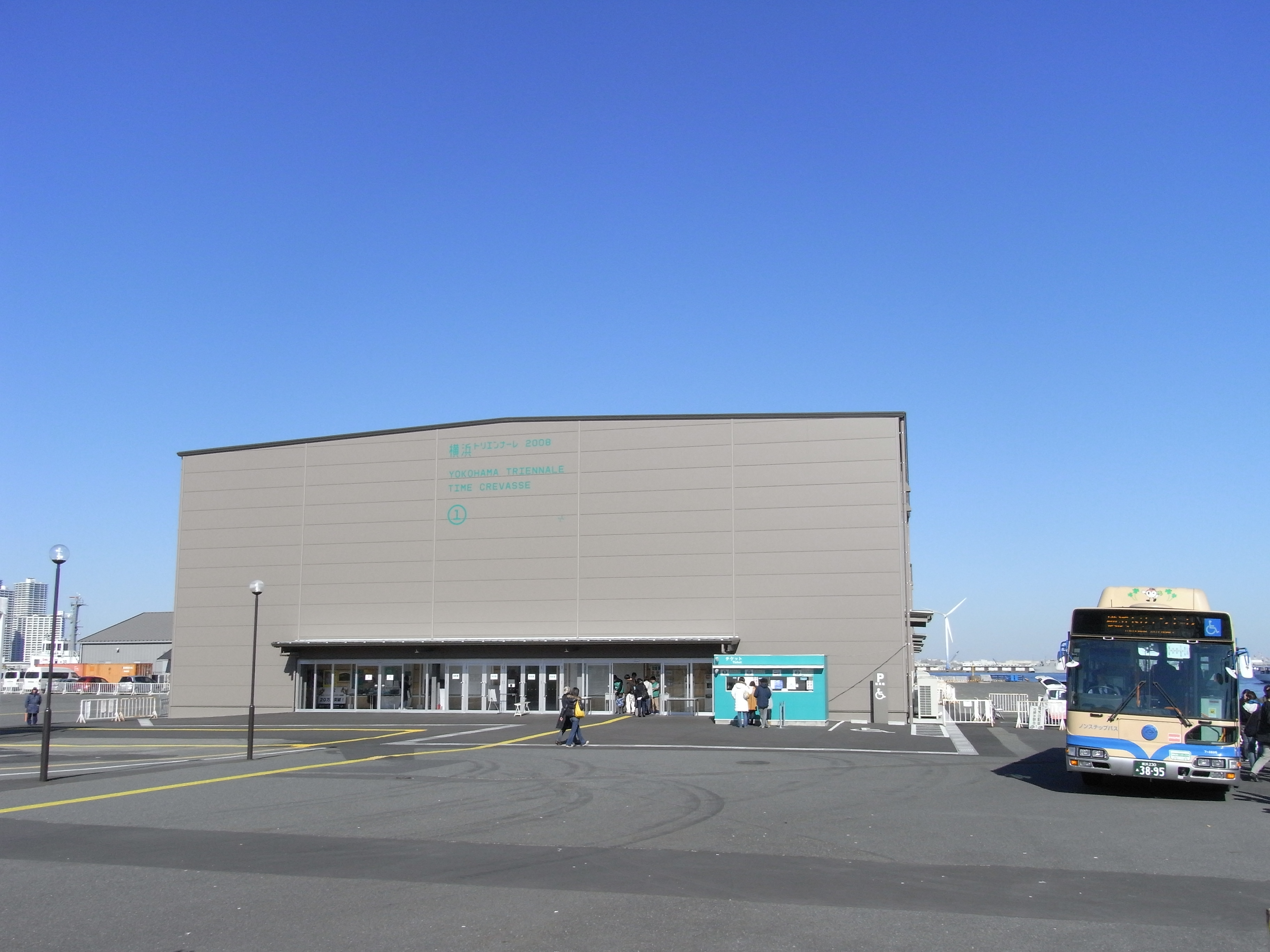
横浜トリエンナーレ2008の会場として建設された新港ピア（2008年11月撮影）

- 全体テーマ: 「TIME CREVASSE（タイムクレヴァス）」
- 会期: 2008年9月13日 - 11月30日
- 主要会場:
  - 新港ピア
  - 横浜赤レンガ倉庫1号館
  - 日本郵船海岸通倉庫（BankART studio NYK）
- 総合ディレクター: 水沢勉（神奈川県立近代美術館 企画課長）
- キュレーター:
  - ダニエル・バーンバウム（シュテーデル造形美術大学 学長）
  - フー・ファン（ビタミン・クリエイティヴ・スペース アーティスティック・ディレクター）
  - 三宅暁子（現代美術センター・CCA北九州 プログラム・ディレクター）
  - ハンス・ウルリッヒ・オブリスト（サーペンタイン・ギャラリー ディレクター）
  - ベアトリクス・ルフ（クンストハレ・チューリッヒ ディレクター）
- 参加アーティスト: 65プロジェクト
- 入場者: 30万6,633人
- 主催: 国際交流基金、横浜市、NHK、朝日新聞社、横浜トリエンナーレ組織委員会
- 後援: 外務省、文化庁、神奈川県、神奈川新聞社

### ヨコハマトリエンナーレ2011
- 全体テーマ: 「OUR MAGIC HOUR -世界はどこまで知ることができるか?-」
- 会期: 2011年8月6日 - 11月6日
- 主要会場:
  - 横浜美術館
  - 日本郵船海岸通倉庫（BankART studio NYK）
- 総合ディレクター: 逢坂恵理子（横浜美術館館長）
- アーティスティック・ディレクター: 三木あき子
- 参加アーティスト: 77組（79作家）/1コレクション
- 入場者: 33万人
- 主催: 横浜市、NHK、朝日新聞社、横浜トリエンナーレ組織委員会
- 後援: 外務省、神奈川県、神奈川新聞社、テレビ神奈川
- 共催: 横浜市芸術文化振興財団
- 支援: 文化庁（国際芸術フェスティバル支援事業）
- 特別協力: 国際交流基金
- 特別連携プログラム: BankART Life Ⅲ（新港ピア）、黄金町バザール2011（黄金町エリア）

### ヨコハマトリエンナーレ2014
- 全体テーマ: 「華氏451の芸術：世界の中心には忘却の海がある」
- 会期: 2014年8月1日 - 11月3日（うち休場日は第1・3木曜日の計6日間）
- 主要会場:
  - 横浜美術館
  - 新港ピア
- アーティスティック・ディレクター: 森村泰昌（美術家）
- 参加アーティスト: 79名[1]
- 主催: 横浜市、横浜市芸術文化振興財団、NHK、朝日新聞社、横浜トリエンナーレ組織委員会
- 後援: 外務省、神奈川県、神奈川新聞社、テレビ神奈川、スペイン大使館、駐日韓国大使館 韓国文化院、中華人民共和国駐日本国大使館、Goethe-Institut Tokyo、東京ドイツ文化センター、ベルギー王国大使館
- 支援: 文化庁（国際芸術フェスティバル支援事業）
- 特別協力: 国際交流基金

### ヨコハマトリエンナーレ2017
- 全体テーマ: 「島と星座とガラパゴス」
- 会期: 2017年8月4日 - 11月5日（うち休場日は第2・4木曜日の計6日間）
- 主要会場: 
  - 横浜美術館
  - 横浜赤レンガ倉庫1号館
  - 横浜市開港記念会館地下
- ディレクターズ: 
  - 逢坂恵理子（横浜美術館館長）
  - 三木あき子（キュレーター、ベネッセアートサイト直島インターナショナルアーティスティックディレクター）
  - 柏木智雄（横浜美術館副館長、主席学芸員）
- 参加アーティスト: 約40組
- 主催: 横浜市、横浜市芸術文化振興財団、NHK、朝日新聞社、横浜トリエンナーレ組織委員会
- 後援: 外務省、神奈川県、神奈川新聞社、テレビ神奈川
- 支援: 文化庁（国際芸術フェスティバル支援事業）
- 特別協力: 国際交流基金、神奈川芸術文化財団
- 特別協賛: 寺田倉庫

### ヨコハマトリエンナーレ2020

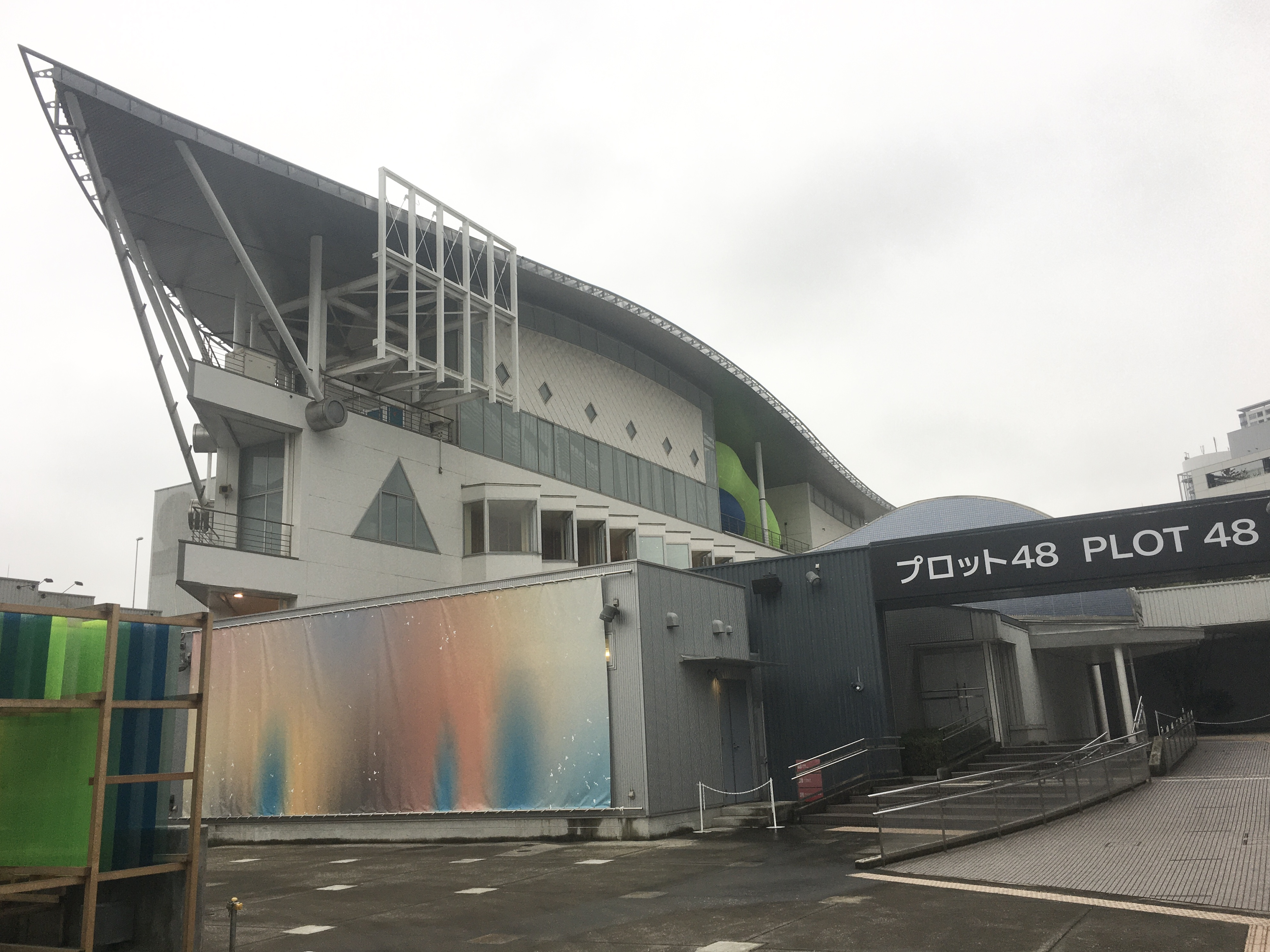
ヨコハマトリエンナーレ2020の会場の一つ、プロット48（2020年7月撮影）

コロナ禍での開催となり、対策として事前予約制による入場制限などが行われた。
- 全体テーマ: 「AFTERGLOW―光の破片をつかまえる」
- 会期: 2020年7月17日 - 10月11日（うち休場日は7月23日・8月13日・10月8日を除く毎週木曜日、開場日数は計78日）[3][注 2]
- 主要会場: 
  - 横浜美術館[4]
  - プロット48（PLOT 48/みなとみらい21中央地区48街区[注 3]）[4]
  - 日本郵船歴史博物館（一部作品展示）
- ディレクターズ: 
  - アーティスト集団「ラクス・メディア・コレクティヴ」（ジーベシュ・バグチ、モニカ・ナルラ、シュッダブラタ・セーングプタ）[8]
- 参加アーティスト: 67組[9][10]
- 主催: 横浜市、横浜市芸術文化振興財団、NHK、朝日新聞社、横浜トリエンナーレ組織委員会
- 後援: 神奈川県、神奈川新聞社、テレビ神奈川
- 支援: 文化庁（国際芸術フェスティバル支援事業）
- 特別協力:  国際交流基金、都市再生機構[注 4]

### 第8回横浜トリエンナーレ
2023年12月9日より初めて冬季に開催予定であったが、メイン会場となる横浜美術館の改修工事の遅れから2024年3月15日開幕に延期された。

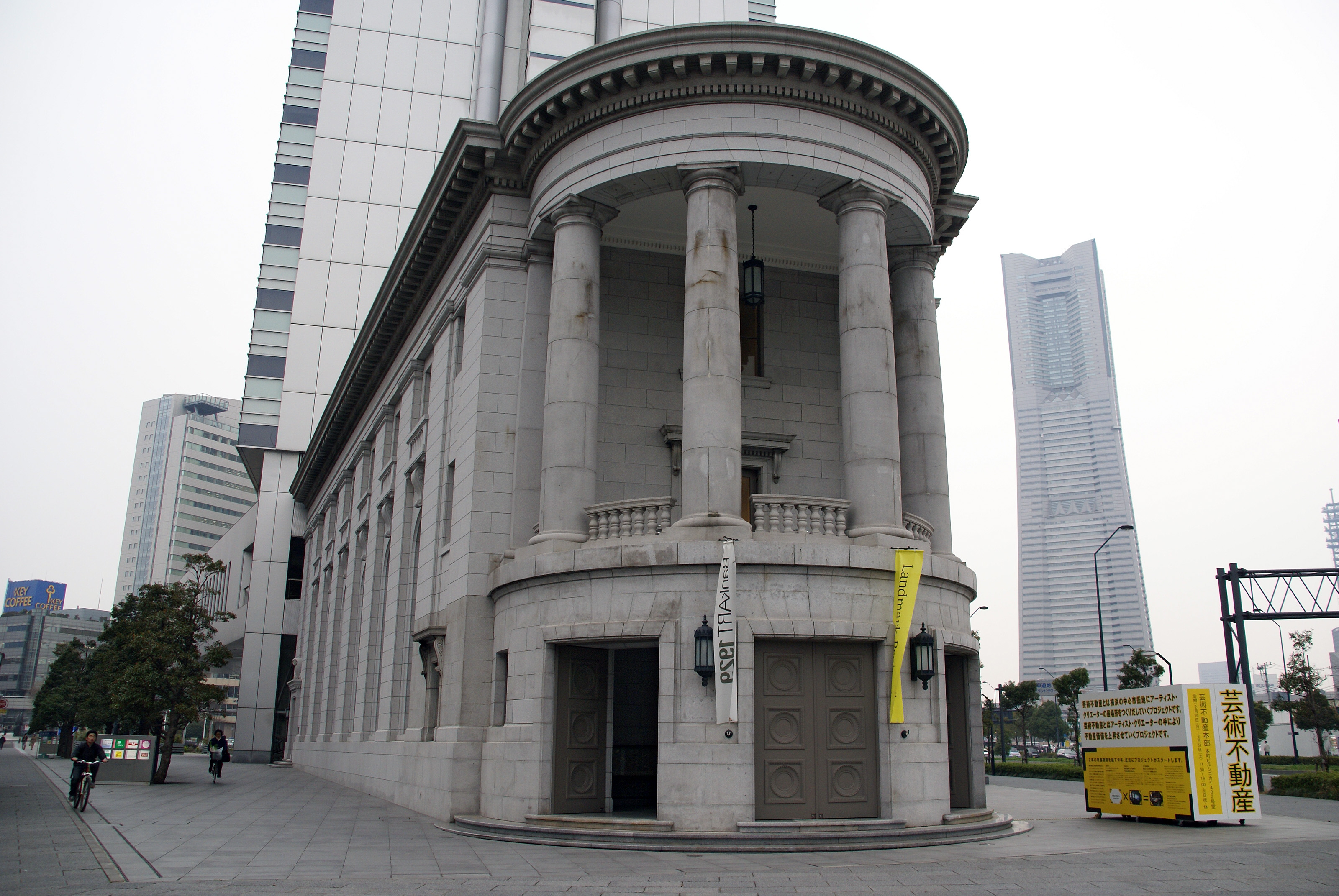
第8回横浜トリエンナーレの会場の一つ、旧第一銀行横浜支店（2007年3月撮影）

- 全体テーマ: 「野草：いま、ここで⽣きてる」[注 6]
- 会期: 2024年3月15日 - 6月9日（うち休場日は4⽉4⽇・5⽉2⽇・6⽉6⽇を除くを除く毎週木曜日、開場日数は計78日）[15]
- 主要会場: 
  - 横浜美術館
  - 旧第一銀行横浜支店[注 7]
  - BankART KAIKO[注 8]
- アーティスティック・ディレクター: 
  - リウ・ディン（刘鼎）、キャロル・インホワ・ルー（盧迎華）[15]
- 参加アーティスト: 94組[16]
- 主催: 横浜市、横浜市芸術文化振興財団、NHK、朝日新聞社、横浜トリエンナーレ組織委員会[15]
- 後援: 外務省、神奈川県、神奈川新聞社、テレビ神奈川[15]
- 支援: 文化庁（国際的なイベントにおけるアートの国際発信事業）[15]